# 杭氏格粒螺
杭氏格粒螺（学名：Inella hungerfordi），是异腹足目左锥螺科格粒螺屬的一种。

## 分佈
主要分布于中国大陆、台湾，常栖息在潮间带。